# Ashton Carter

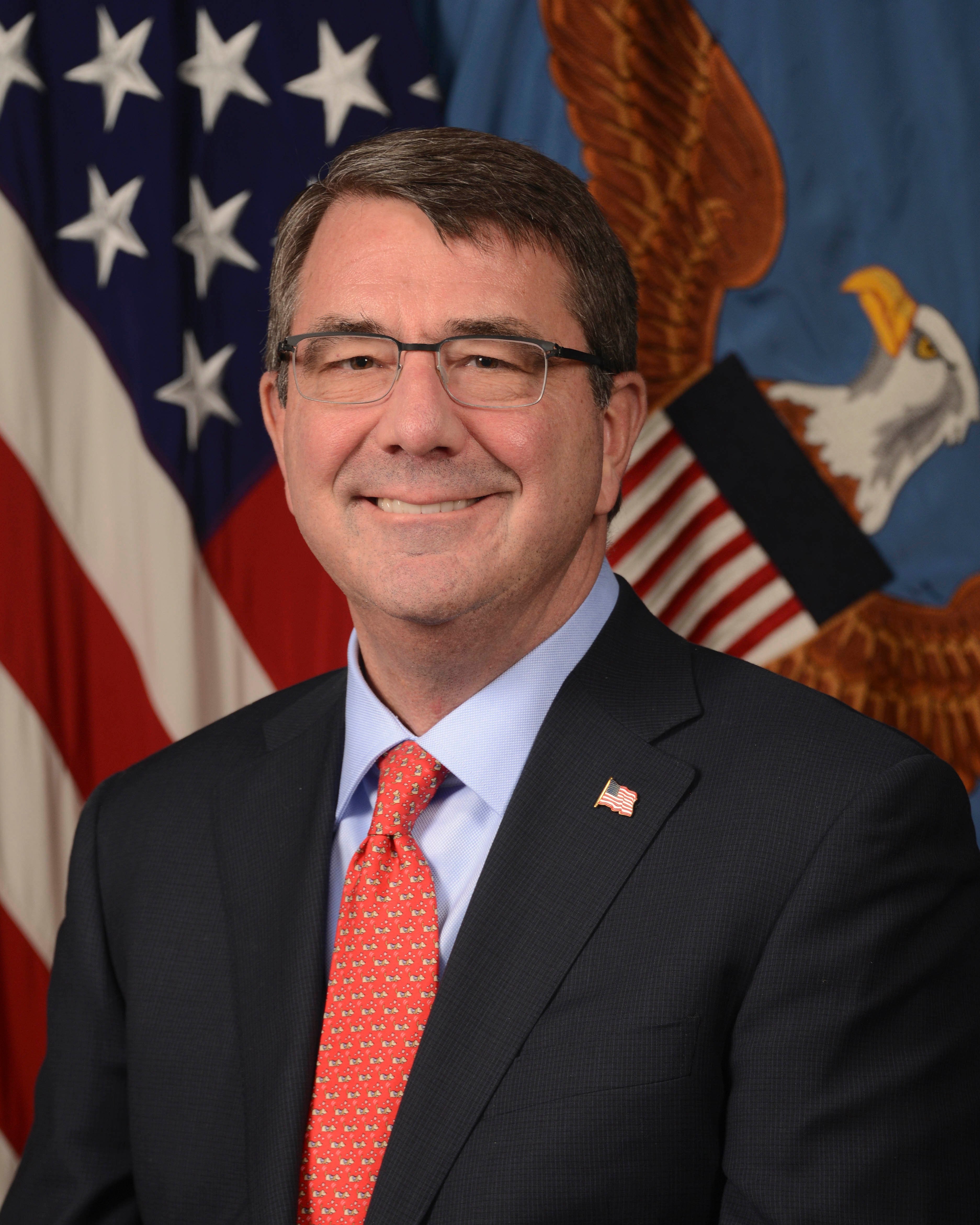
Ashton Carter (2015)

Ashton Baldwin Carter (* 24. September 1954 in Philadelphia, Pennsylvania; † 24. Oktober 2022 in Boston, Massachusetts) war ein US-amerikanischer Politiker der Demokratischen Partei. Er war von Oktober 2011 bis Dezember 2013 stellvertretender Verteidigungsminister und von Februar 2015 bis Januar 2017 unter Präsident Barack Obama der 25. Verteidigungsminister der USA.

## Leben

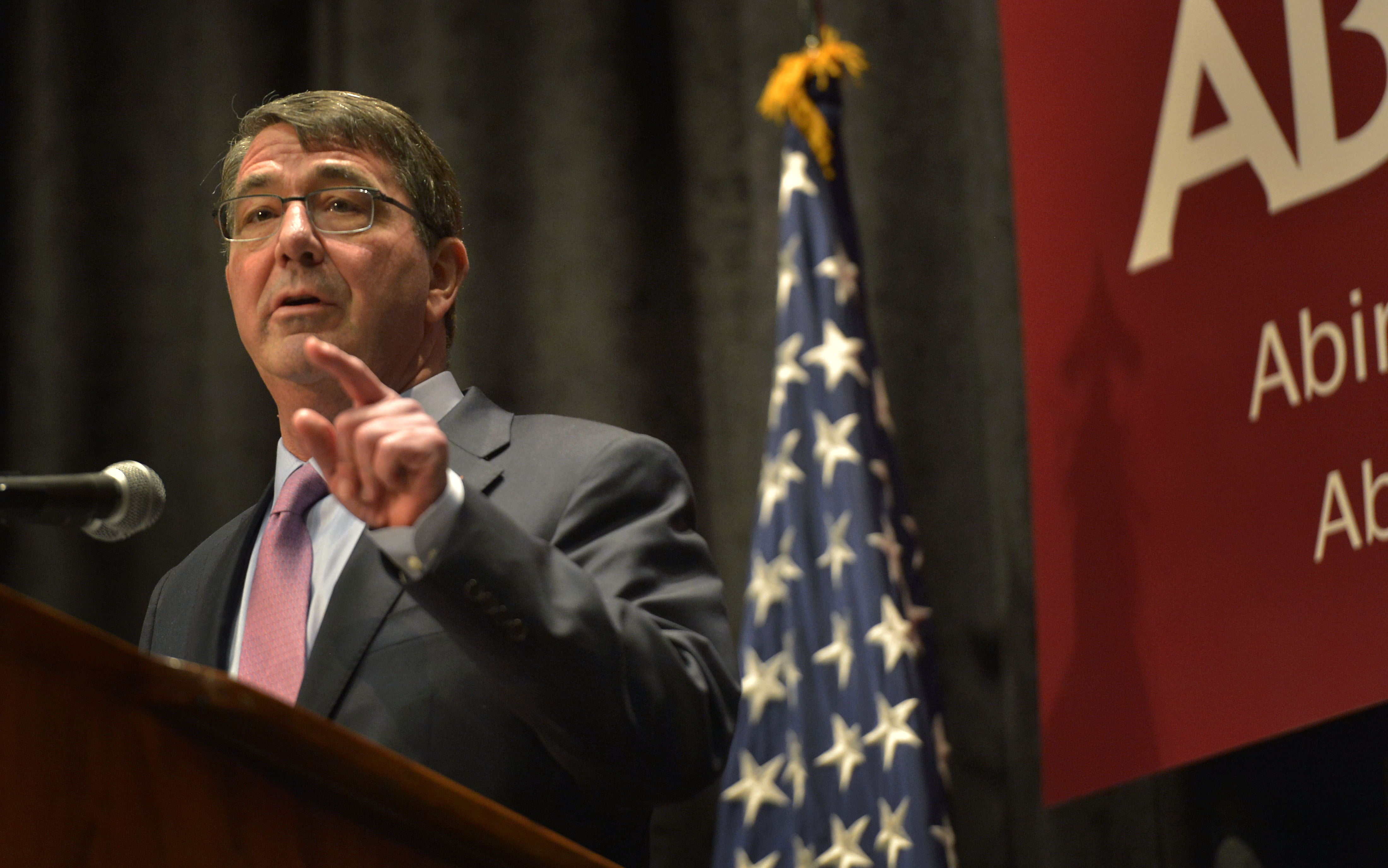
Verteidigungsminister Carter bei einem Vortrag im März 2015

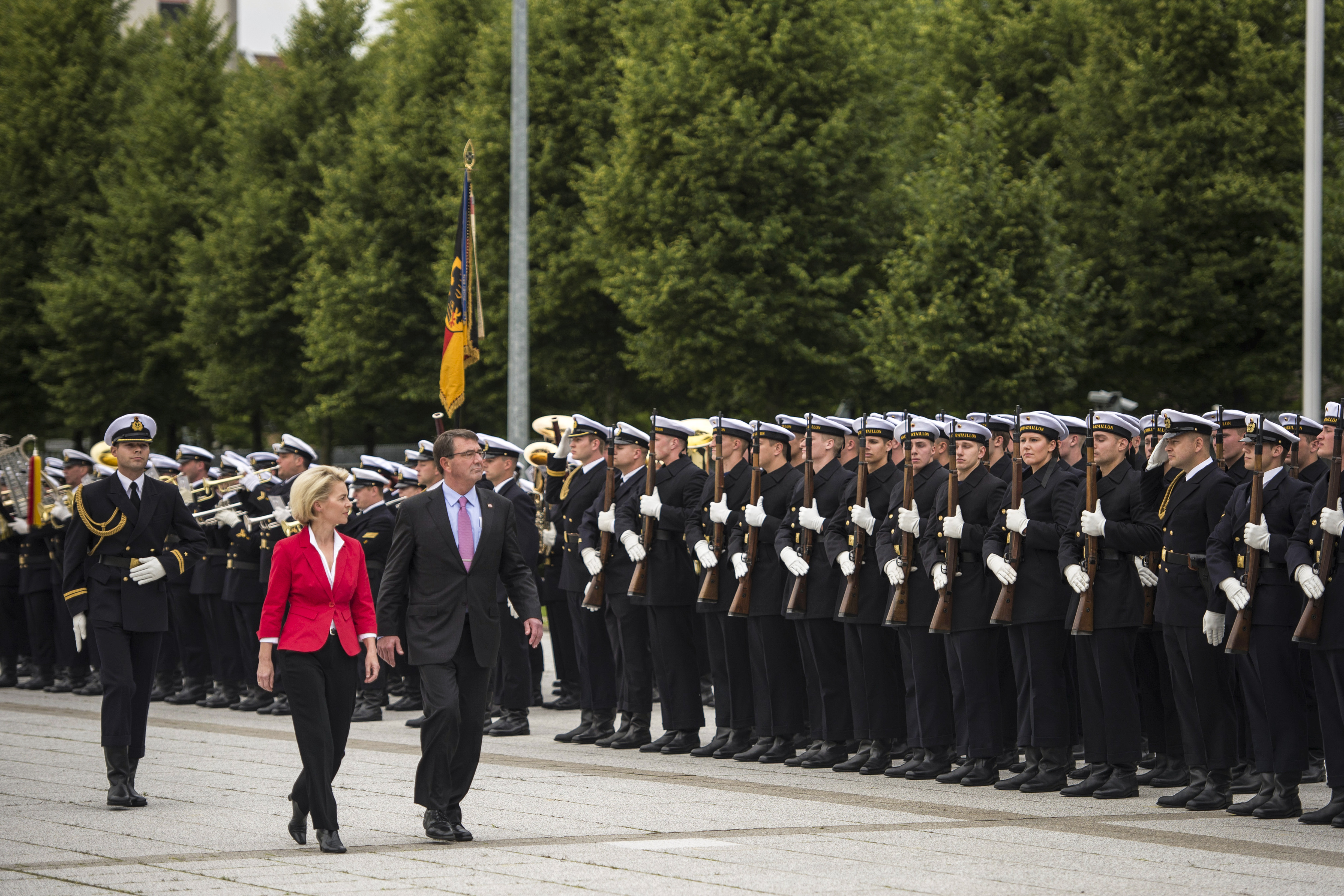
Ashton Carter mit seiner deutschen Amtskollegin Ursula von der Leyen in Berlin (Juni 2015)

Carter studierte an der Yale University und erreichte hier 1976 einen Bachelor in mittelalterlicher Geschichte und Physik. Dort wurde er in die Honor Society Phi Beta Kappa aufgenommen. Er promovierte 1979 in theoretischer Physik mit einem Rhodes-Stipendium an der University of Oxford. Danach übte Carter unterschiedliche Lehr- und Beratertätigkeiten aus, unter anderem an der Harvard Kennedy School, der Rockefeller University, dem Massachusetts Institute of Technology, der Stanford University und für Investmentunternehmen wie zum Beispiel Goldman Sachs. Als sein akademisches Fachgebiet gilt die Rüstungskontrolle von Atomwaffen. 1993 wurde Carter unter William Perry Assistant Secretary of Defense for International Security Policy im Pentagon und zuständig für sicherheitspolitische Fragen die früheren Sowjetrepubliken betreffend. Bei der Lösung der Ersten Nuklearkrise in Nordkorea im Jahr 1994 spielte Carter eine wichtige Rolle.
Von April 2009 bis Oktober 2011 war er Under Secretary of Defense for Acquisition, Technology and Logistics und somit verantwortlich für Infrastruktur, Technologie, Energie und Umweltschutz der Streitkräfte. Daran anschließend war Carter bis Dezember 2013 United States Deputy Secretary of Defense. Bereits im Januar 2013 galt er als ein aussichtsreicher Kandidat für die Nachfolge von Leon Panetta, wurde jedoch nicht berücksichtigt und von Präsident Obama gebeten, ein weiteres Jahr im Pentagon unter Chuck Hagel zu dienen.
Am 12. Februar 2015 bestätigte der Senat Carter mit 93 gegen fünf Stimmen die Ernennung als Verteidigungsminister. Carter löste Chuck Hagel ab, der im November 2014 nach knapp zwei Jahren im Amt auf Druck von US-Präsident Barack Obama seinen Rücktritt erklärt hatte, Carter war der vierte Pentagon-Chef seit Obamas Amtsantritt im Januar 2009.
Carter war Mitglied der American Academy of Arts and Sciences, des Council on Foreign Relations und der Aspen Strategy Group. Er war Autor bzw. Coautor von 11 Büchern und hat mehr als 100 Artikel veröffentlicht, unter anderem bei Foreign Affairs und der Washington Post. Carter war verheiratet und Vater zweier Kinder.
2019 wurde ihm der japanische große Orden der Aufgehenden Sonne am Band verliehen.
Ashton Carter erlag im Oktober 2022 im Alter von 68 Jahren einem Herzinfarkt.

## Werke
- Ashton B. Carter: Keeping the Edge: Managing Defense for the Future: a Publication of the Preventive Defense Project. A Research Collaboration of the Kennedy School of Government, Harvard University and Stanford University. MIT Press, Cambridge, Massachusetts 2001, ISBN 978-0-2620-3290-2
- Ashton B. Carter, William James Perry: Preventive defense : A New Security Strategy for America. Brookings Institution Press, Washington D.C. 1999, ISBN 978-0-8157-9100-3
- Ashton B. Carter, John D. Steinbruner, Charles A. Zraket (Hrsg.): Managing Nuclear Operations. Brookings Institution Press, Washington D.C. 1987, ISBN 978-0-8157-1313-5
- Ashton B. Carter: Ballistic Missile Defense. Brookings Institution Press, Washington D.C. 1984, ISBN 978-0-8157-0576-5